# Новус

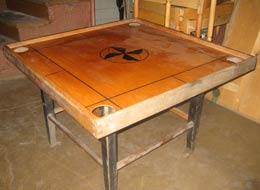
Стол для новуса

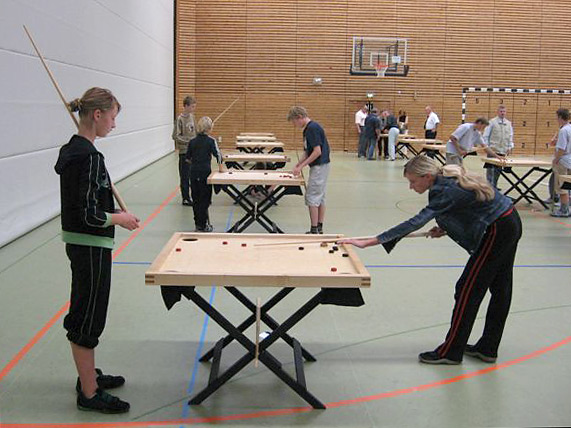
Игра в новус

Новус — латышский национальный вид спорта. Новус относится к группе киевых игр.

## История игры
Игра новус или морской бильярд появилась в XX веке. В неё играли английские моряки в портовых кабаках и пабах. Английские моряки для создания столов для капитанского бильярда использовали эскизы, найденные в скандинавских летописях. То есть своими корнями история игры берет начало от викингов. Бильярд, созданный моряками, называли капитанским или корабельным (Балтийский бильярд) и лишь потом игра получила название новус. Сейчас эта игра стала национальным видом спорта в странах Балтии, так как сильно распространена именно там.
Игра появилась в 1925—1927 годах в Латвии и Эстонии. Моряки, бывая в английских портах в небольших кабачках, играли там в похожую игру. И тогда же по эскизам, взятым из Англии, в Латвии был изготовлен первый стол. Столы появились в портах Вентспилса, Лиепаи, Риги и Таллина, где и стала развиваться игра новус, как называли её в Латвии, или короона, как называли её в Эстонии.
Первые столы в Эстонии были размером 80х80 см, и в эту игру соревновались спортсмены общества 'КАЛЕВ', но в результате совершенствования игровой практики размеры стола были изменены, и в 1929 году была выпущена первая промышленная партия комплектов этой игры в количестве 500 экземпляров размером 100х100 см, что является современным стандартом для игрового инвентаря. В первые годы становления этого вида спорта единые правила отсутствовали. По одним правилам выигрывал тот, кто за ограниченное время забивал больше пешек в лузы, по другим — кто забивал все пешки за меньшее количество ударов. Сравнить мастерство спортсменов было невозможно. Различные варианты были объединены в единые правила, которые впервые появились в Латвии в 1932 году. Издал их П. Тютеников. Тогда он писал, что эта игра в Латвии известна уже пять лет. Название имеет «новус» или «короона», что ещё раз доказывает симметричность появления и дальнейшего развития этой игры в Латвии и Эстонии.
Первые соревнования профессионалов состоялись в Риге в 1932 году. В 1940 году спортивные секции новуса и корооны существовали в большинстве высших учебных заведений Таллина и Риги, а также на многих крупных промышленных предприятиях.
После Великой Отечественной войны возрождать новус стали энтузиасты с завода VEF. Первая федерация новуса была образована в Латвии в 1963 году. Тогда же новус был включён в реестр видов спорта СССР как латышский национальный вид спорта. Были созданы мужские и женские команды. Звание «мастер спорта» начали присуждать с 1971 года. В 1980 году в секциях новуса по всей Латвии играло 55 тысяч человек. В настоящее время проводятся районные, городские, республиканские и международные соревнования. С 1993 года новус остаётся в тройке самых популярных видов спорта Латвии.
Вместе с выходцами из Эстонии и Латвии игра стала активно развиваться в Америке, Канаде, Австралии, Англии, Грузии, Германии, Финляндии, Швеции и Израиле.
В 2008 году создана международная федерация новуса FINSO. В неё на конец 2012 года входят 6 стран: Беларусь, Германия, Латвия, Россия, Украина, Эстония. Кандидат на вступление в FINSO — Великобритания. С 2008 года ежегодно проходит Кубок Европы по новусу, состоящий из 6—9 этапов, проходящих во всех странах — членах FINSO.

## Правила
Игровой стол в форме квадрата разделён на четыре игровые зоны, в которых располагаются деревянные пешки двух цветов для каждого игрока. По углам игрового стола находятся четыре лузы. Задачей каждого игрока является с помощью игрового кия и битка «матки» загнать свои пешки, находящиеся на противоположном конце стола, в любую из четырёх луз. Удары по пешкам производятся по очереди. Победителем становится тот, кто первым загнал в лузы все свои пешки.
Новус комбинирует в себе такие навыки игрока, которые в других видах спорта или играх проявляются лишь по отдельности. В новус могут одновременно играть как два, так и четыре участника.

## Характеристика столов
Для изготовления столов используется настоящая древесина: стол — это фанера толщиной не менее 9 мм для стандартных столов и не менее 15 мм для профессиональных; борт — это бессучковая берёза, бук или другое дерево, имеющее схожие свойства. Бортики должны быть соединены пазами и иметь паз для полотна фанеры. Именно пазовое соединение и боковой паз для фанеры позволяет столу быть прочной несущей конструкцией. Столы покрываются специальным лаком в несколько слоёв — не менее трёх.
Для лучшего скольжения стол натирают борной кислотой. После начала игры досыпать и сдувать излишки уже нельзя. 